# Pouzolzia parasitica
Pouzolzia parasitica là loài thực vật có hoa trong họ Tầm ma. Loài này được (Forssk.) Schweinf. miêu tả khoa học đầu tiên năm 1896.